# Bernard Labadie
Pour les articles homonymes, voir Labadie.
Bernard Labadie, né à Québec le 27 mars 1963, est un chef d'orchestre et un chef de chœur canadien.
Monsieur Labadie a étudié au collège Saint-Charles-Garnier (nommé collège des Jésuites à l'époque) et à l'école de musique de l'Université Laval. Ses maîtres furent Pierre Dervaux, John Eliot Gardiner et Simon Streatfeild.
Il a notamment dirigé Les Violons du Roy et l'Opéra de Montréal. Au début de juin 2014, il est contraint à une convalescence pour le reste de l'année.

## Orchestres
- Bach Consort
- Chapelle de Québec
- Handel & Haydn Society de Boston
- Music of the Baroque (Chicago)
- New World Symphony
- New York City Ballet
- New York Collegium
- Opéra de Montréal
- Opéra de Québec
- Orchestre symphonique d'Indianapolis
- Orchestre symphonique de Detroit
- Orchestre symphonique de Toronto
- Orchestre symphonique de San Francisco
- Orchestre symphonique de Winnipeg
- Orchestre de chambre de Los Angeles
- Orchestre de chambre de Saint Paul
- Orchestre de chambre de Wallonie
- Orchestre du Centre national des Arts d'Ottawa
- Oregon Bach

## Honneurs
- 1980 - Grand prix du Concours national Lionel-Groulx, section secondaire[2]
- 1986 - Prix Healey-Willan
- 1992 - Médaille Raymond-Blais
- 1997 - Personnalité de l'année au Québec du Conseil québécois de la musique
- 1997 - Prix de l'Institut canadien de Québec
- 1997-1998 - Prix Opus de la personnalité de l'année[3]
- 2004-2005 - Prix Opus du directeur artistique de l'année[4]
- 2005 - Officier de l'Ordre du Canada
- 2006 - Chevalier de l'Ordre national du Québec[5]
- 2007 - Membre de l'Académie des Grands Québécois
- 2008 - Doctorat honoris causa de l'Université Laval[6]
- 2009 - Prix d'excellence des Arts et de la Culture dans la catégorie Prix de la Fondation de l'Opéra de Québec
- 2016 - Compagnon de l'Ordre des arts et des lettres du Québec
- 2018 - Médaille d'honneur de l'Assemblée nationale, 2018[7]